# Traditional Anglican Communion
Die Traditional Anglican Communion (TAC) ist eine internationale Gemeinschaft von derzeit 14 Kirchen anglikanischer Tradition, die sich von der Anglikanischen Gemeinschaft um den Erzbischof von Canterbury getrennt haben. Die Gemeinschaft entstand nach einem im Jahre 1977 zu St. Louis unter dem Einfluss von Louis Falk durchgeführten Kongress von über 2000 anglikanischen Bischöfen, Priestern und Laien. Die Gemeinschaft gab im Jahre 2006 insgesamt 400.000 Mitglieder an.

## Geschichte
Die TAC hat sich aus der Anglikanischen Kirchengemeinschaft herausgelöst, da sie den von dieser eingeschlagenen Anpassungskurs an den Zeitgeist nicht mittragen wollte. Im Vordergrund steht die Ablehnung der Frauenordination. Daneben geht es um Fragen der Liturgiereform, der christlichen Einstellung zur Homosexualität und des Stellenwertes der kirchlichen Tradition.
Im Jahre 2007 haben die Bischöfe der Traditional Anglican Church den Katechismus der Katholischen Kirche anerkannt und den Papst um die Herstellung voller kirchlicher Gemeinschaft gebeten. Die Glaubenskongregation antwortete im Juli 2008, dass dieses Anliegen ernsthaft in Betracht gezogen würde. Mit Anglicanorum coetibus wurde am 9. November 2009 unter Papst Benedikt XVI. ein Schreiben veröffentlicht, welches anglikanischen Gruppen eine Zugehörigkeit zur Römisch-Katholischen Kirche als Personalordinariate ermöglicht. Diese Handhabe wurde jedoch bei Treffen von Mitgliedern des Bischofskollegiums der Traditional Anglican Communion am 28. Februar und dem 1. März 2012, in Johannesburg (Südafrika) für die TAC abgelehnt. Seit 2012 hat die TAC ein eigenes Missionswerk, das International Anglican Fellowship.

## Leitung
Die TAC wird von einem Primas zusammen mit dem Bischofskollegium und der Generalsynode (bestehend aus dem Bischofskollegium, dem Klerushaus und dem Laienhaus) geleitet. Gegenwärtiges Oberhaupt (Primas) der TAC ist Erzbischof Shane B. Janzen aus Kanada.

## Einordnung
Die meisten Angehörigen der TAC sind dem Anglo-Katholizismus zuzurechnen. Von ihrer Liturgie her sind die Mitgliedskirchen konservativ (vgl. Oxford-Bewegung). Die Altäre sind regelmäßig geostet. Der Gottesdienst wird teilweise nicht nach dem Book of Common Prayer gehalten, sondern nach dem 1921 entstandenen Anglican Missal, das den liturgischen Gebrauch in England vor der Reformation widerspiegelt (Sarum-Usus).

## Mitgliedskirchen
Afrika:
- Anglican Church in Southern Africa - Traditional Rite
- Church of Umzi Wase Tiyopia
- Continuing Anglican Church in Zambia
- The Missionary Christian Church of Kenya

Amerika:
- Anglican Church in America
- Anglican Catholic Church of Canada
- Missionary Diocese of Central America
- Missionary Diocese of Puerto Rico

Asien:
- Anglican Church of India
- Orthodox Church of Pakistan
- Nippon Kirisuto Sei Ko Kai
- Church Missionary Society (CMS)

Australien:
- Anglican Catholic Church in Australia
- Church of Torres Strait

Europa:
- Traditional Anglican Church (England)
- Church of Ireland - Traditional Rite